# Snippers
Snippers is een Nederlandse gagstrip die wordt geschreven en getekend door Aimée de Jongh. Het is een semi-autobiografische strip over de auteur en haar kamergenoot Stef, waarbij de humor wordt gevonden in alledaagse onderwerpen als het openbaar vervoer, sociaal gedrag en dagelijkse zorgen en irritaties.
De strip verscheen vanaf najaar 2011 in de gratis krant Metro. In juli 2017 maakte De Jongh bekend dat ze met de strip ging stoppen om zich te concentreren op stripromans.
De strip Snippers werd ook uitgegeven in albums, aanvankelijk door uitgeverij Strip2000 en later door Uitgeverij L.